# Viskeuze weerstand

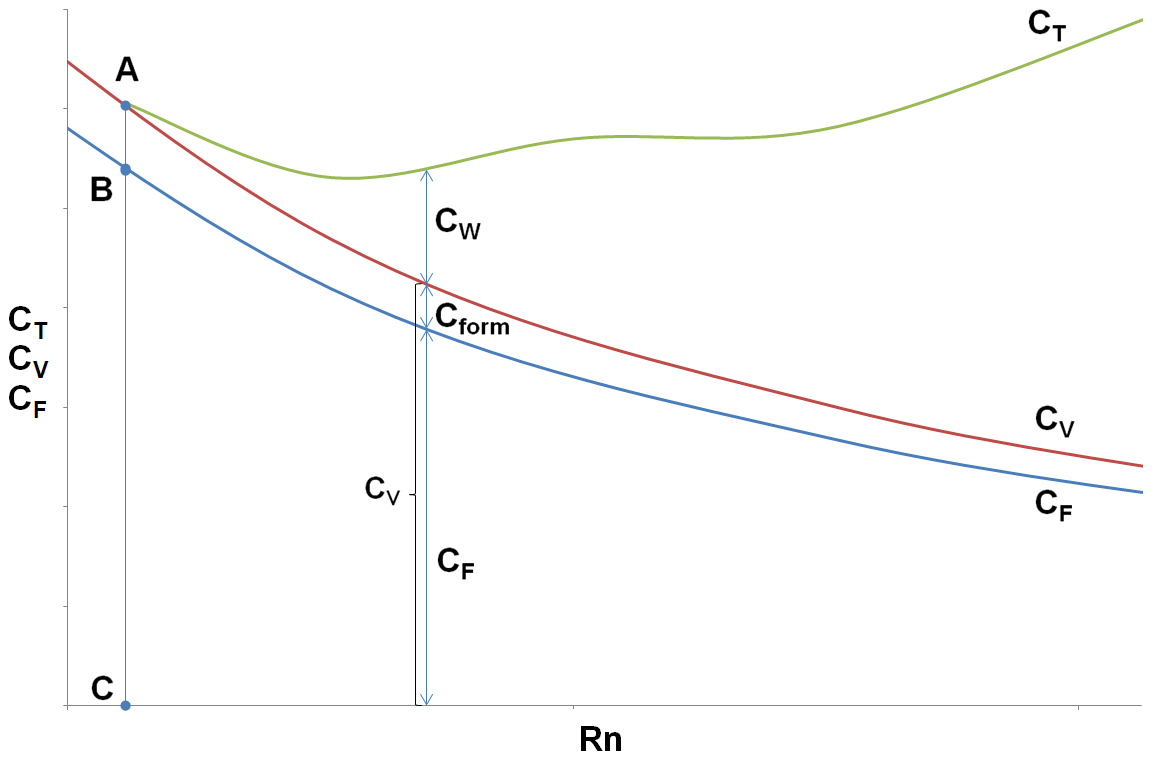
Hughes model van scheepsweerstand. C_{F} is de 2D huidwrijvingslijn, C_{V} is de viskeuze weerstandslijn met de vormweerstand C_{form} en C_{T} is de totale weerstand, inclusief golfweerstand C_{W}. is de vormfactor.

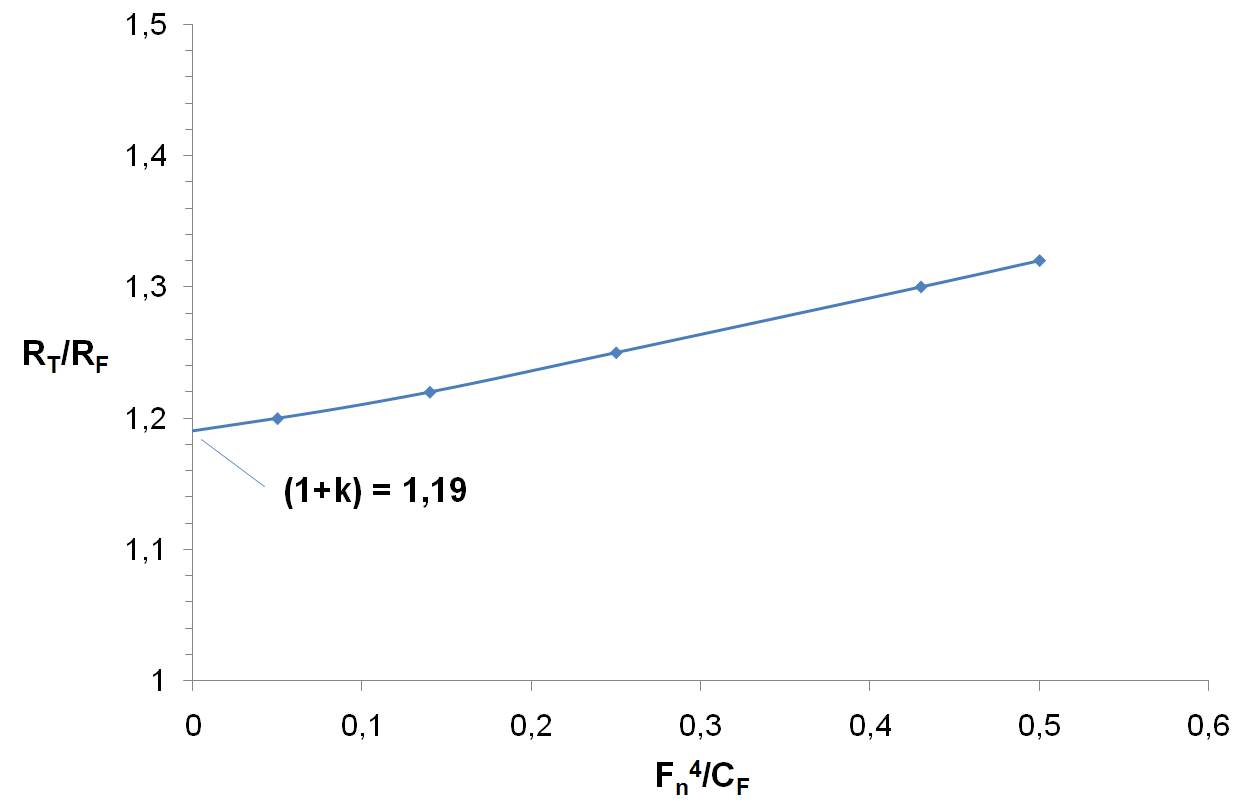
De Prohaska-plot.

Viskeuze weerstand is de weerstand die optreedt doordat de vloeistof waarin het lichaam zich beweegt geen ideale vloeistof is, maar enige viscositeit bezit. Het is de wrijvingsweerstand in combinatie met de viskeuze drukweerstand. Waar de wrijvingsweerstand overeenkomt met de wrijving van een vlakke plaat en dus 2D is, houdt de viskeuze weerstand rekening met de 3D-vorm van het omstroomde lichaam, het vormeffect waardoor er voor en achter een drukverschil en daarmee weerstand is. Dit betekent dat volle schepen een hogere viskeuze weerstand hebben dan slanke schepen, hoewel de wrijvingsweerstand gelijk kan zijn.
De onderlinge verhouding bij gelijk getal van Reynolds wordt uitgedrukt met de vormfactor {\displaystyle (1+k)}:
{\displaystyle C_{V}=(1+k)C_{F}}
De vormfactor kan worden gevonden door sleepproeven uit te voeren met een dusdanig lage snelheid dat de golfweerstand nog verwaarloosbaar is in de totale weerstand, of met de Prohaska-plot door de hierbij gevonden lijn te extrapoleren naar een Fr van nul.